# Cidades de Papel (filme)
Paper Towns (bra/prt: Cidades de Papel) é um  filme estadunidense dirigido por Jake Schreier e escrito por Scott Neustadter e co-escrito por Michael H. Weber. O filme é baseado no livro homônimo escrito por John Green, também escritor de A Culpa É das Estrelas. A película teve sua estreia em 24 de julho de 2015 nos Estados Unidos. É estrelado por Cara Delevingne, Nat Wolff, Justice Smith, Austin Abrams, Halston Sage, Jaz Sinclair, Cara Buono e Caitlin Carver.

## Enredo
Quentin Jacobsen (Nat Wolff) nutre uma paixão platônica pela vizinha de escola Margo Roth Spielgeman (Cara Delevingne) desde a infância. Naquela época eles brincavam juntos e andavam de bicicleta pelo bairro eram muito amigos, mas hoje ela é uma garota linda e popular na escola e ele é só mais um dos nerds de sua turma. Certa noite, Margo invade a vida de Quentin pela janela de seu quarto, com a cara pintada e vestida de ninja, convocando-o a fazer parte de um engenhoso plano de vingança contra seu ex-namorado que a traiu com sua melhor amiga. Ele, um pouco relutante, aceita. Assim, eles partem para a madrugada de Orlando.
Entre as vinganças, que se motivaram pela traição do ex-namorado de Margo com uma de suas melhores amigas, eles tiram uma foto do mesmo pelado, cobrem o carro com filme plástico de outra amiga de Margo, Lacey, por supostamente saber de tudo e não ter contado a ela e depilam uma sobrancelha de um inimigo de Quentin, por ele realmente saber e não ter dito nada.  Depois de todas as aventuras, Margo e Q vão para o prédio mais alto de Orlando, o lugar favorito dela para pensar. Margo fala que tudo é como uma cidade de papel, uma cidade supostamente falsa.
Assim que a noite de aventuras acaba e um novo dia se inicia, Q vai para a escola, esperançoso de que tudo mude depois daquela madrugada, e que ela decida se aproximar dele. No entanto, ela não aparece naquele dia, nem no outro, nem no seguinte. Ele e seus amigos, Ben Starling e Radar, começam a investigar sobre o sumiço de Margo, e percebem que tem algo colado na janela do quarto dela, e encaixada de tal maneira que parece estar olhando pra Quentin. Eles decidem ir até a casa dos Spielgeman, e descobrem que aquilo é um poster de uma banda. Quentin encontra o álbum dessa tal banda, e percebe que uma das faixas está circulada, e o título desta música é o mesmo nome de um autor de um dos livros de Margo, cujo título ( em português ) é "Venha Me Encontrar". Após algumas pistas deixadas no livro, ele chega a conclusão que ela está em Agloe, uma cidade de papel, que é uma cidade falsa criada pelos cartógrafos. Ele logo parte em busca da garota, juntamente com Ben, Radar, Lacey e Angela (namorada de Radar).
No dia seguinte, eles chegam a cidade, mas a garota não está lá; então todos decidem voltar para onde moram, para conseguirem chegar a tempo ao baile da escola. Quentin diz que não, pois precisa encontrar Margo; os amigos dizem que vão embora, já que um dos motivos de terem ido para aquela viagem era de querer se divertir com Quentin, tendo em vista que depois do baile, cada um irá para uma faculdade diferente. Ele insiste e fica no local, enquanto os amigos vão embora para o baile na minivan. Quentin fica por um bom tempo no local, mas Margo não chega e então percebe que tem que ir embora. Quando ele vai tirar a passagem de volta, ele vê Margo passando por ele, então vai atrás da garota. Margo diz que não queria ser achada, e que deixou aquelas pistas para saberem que ela está bem.
Quentin então vai embora mas antes, Margo diz que o garoto pode ficar com ela mas ele diz que não pode. Os dois se beijam, por um tempo e quando Q entra no veículo, eles prometem manter contato. Quentin chega a tempo no baile e se desculpa com os amigos. A cena final é de Q se despedindo dos seus amigos, se abraçando e entrando nos seus respectivos carros e seguindo cada um, uma estrada diferente. Quentin diz que ninguém sabe ao certo o que aconteceu com Margo, mas que seja lá o que ela estiver fazendo, deve ser algo incrível.

## Elenco
- Nat Wolff como Quentin "Q" Jacobsen
- Cara Delevingne como Margo Roth Spielgeman
- Halston Sage como Lacey Pemberton
- Austin Abrams como Ben Starling
- Justice  Smith como Radar
- Jaz Sinclair como Angela
- Caitlin Carver como Becca rington
- Griffin Freeman como Jase
- Cara Buono  como Connie Jacobsen, mãe de Quentin
- Susan Macke Miller como Srª Spielgeman, mãe de Margo
- Tom Hillmann como Sr. Spielgman, pai de Margo
- Meg Crosbie como Ruthie Spielgman, irmã caçula de Margo
- Jim Coleman como Det. Otis Warren, que investiga o sumiço de Margo
- Ansel Elgort (participação especial) como Mason, o caixa da loja do posto de gasolina
- Hannah Alligood como jovem Margo Roth Spielgeman

## Dublagem brasileira
Estúdio de dublagem - Delart
Produção
- Direção de Dublagem: Manolo Rey[4]
- Cliente:  Fox[4]
- Tradução:  Dilma Machado[4]
- Técnico(s) de Gravação:  Léo Santos e Marcos Vinni[4]

Dubladores
- Quentin: Andreas Avancini[4]
- Margô: Carol Crespo[4]
- Ben: Wirley Contaifer[4]
- Radar: Fred Mascarenhas[4]
- Lacey: Erika Menezes[4]
- Ângela: Natália Alves[4]
- Jase: Daniel Müller[4]
- Becca: Carina Eiras[4]
- Chuck: Renan Vidal[4]
- Sra. Jacobson: Angélica Borges[4]
- Sr. Jacobson: Yuri Calandrino[4]
- Sra. Spiegelman: Lina Rossana[4]
- Sr. Spigelman: Paulo Bernardo[4]
- Ruthie: Bruna Laynes[4]
- Joven Quentin: Yago Machado[4]

## Produção

### Pré-produção
Green anunciou em um vlog que os direitos do filme para Cidades de Papel foram comprados pela Mandate Pictures e Mr. Mudd . Ele escreveu o primeiro rascunho do roteiro.
Em 24 de março de 2014, Green anunciou via Twitter que o Livro Cidades de Papel teria o mesmo estúdio (Fox 2000) e seria escrito e produzido pela mesma equipe que trabalhou em A Culpa é das Estrelas . Em 04 de setembro de 2014, mais uma vez via Twitter, Green anunciou que Jake Schreier iria dirigir o filme.
O produtor do filme, Wyck Gofrey confirmam dizendo que a cena em que Quentin e Margo invadiam o Sea World não seria incluída no filme por causa da liberação da CNN o documentário. Se esta cena fosse incluída, as pessoas iriam boicotar e, possivelmente, a bilheteria seria baixa.

### Fundação
Em 24 de março de 2014, Green anunciou via Twitter que Nat Wolff estaria estrelando Quentin "Q" Jacobsen, o protagonista da história. Em 16 de setembro de 2014, a Variety informou que Cara Delevingne seria Margo Roth Spiegelman, o que foi confirmado por Green no Twitter afirmando que "audição de Delevingne deixou todos de boca aberta (inclusive eu!) e ela entende Margo profundamente". Em 09 de outubro de 2014, Justice Smith, Austin Abrams e Halston Sage foram lançados como Marcus "Radar", Ben Starling e Lacey Pemberton, respectivamente. Além disso, Jaz Sinclair foi escalado em 15 de outubro de 2014, como Angela, a namorada de Radar. Em 12 de novembro de 2014, Cara Buono se juntou ao elenco como a mãe de Quentin, Connie. Outros membros do elenco incluem Susan Macke Miller, Tom Hillmann e Meg Crosbie como a mãe de Margo, pai e irmã mais nova, respectivamente, Griffin Freeman como Jase, o namorado de Margo, Caitlin Carver como Becca Arrington, um amigo de Margo e Jim Coleman como Detective Otis Warren, que investiga o desaparecimento de Margo.

### Gravação
Embora o romance seja ambientado principalmente em Orlando, Flórida, os incentivos fiscais da Carolina do Norte para cineastas feito a escolha acessível para a fotografia principal de acordo com Green. Acreditava-se que as filmagens começarão no outono de 2014 uma vez que os incentivos teria expirado em 31 de dezembro de 2014.
As filmagens começaram em 03 de novembro de 2014 e em torno de Charlotte, Carolina do Norte e concluído em 19 de dezembro de 2014. Em 17-18 de novembro de as filmagens foram devido a ter lugar no Depot Mooresville Artes em Mooresville , mas devido às condições meteorológicas sua programação mudou-se para novembro 18-19, onde ele iria gravar no local durante todo o dia, ambos os dias. A produção foi criado para ser transferida para Wilmington em 2 de dezembro para filmar as cenas do segundo grau entre extras . Mas, mais tarde, devido à mudança no local, as filmagens começaram em Cabarrus County fora de Charlotte. Sempre que as tripulações estavam filmando na Central Cabarrus High School em Concord , que foi transformado em "Jefferson Park High School".

## Lançamento
O filme originalmente deveria ser lançado em 31 de julho de 2015. A data mais tarde foi transferida para 19 de junho. Em seguida, novamente a data de lançamento foi transferida para 05 de junho, no 1° aniversário do lançamento do filme A Culpa é das Estrelas. Em seguida, novamente em março de 2015, a data de lançamento foi transferida para 24 de julho de 2015, que foi anteriormente atribuído a Poltergeist.
A premiere mundial de Cidades de Papel foi em 5 de Julho, em Sydney, Austrália. O Brasil foi o primeiro país a receber Cidades de Papel nos cinemas, em 9 de julho. O autor John Green e o ator Nat Wolff vieram ao país para promover o lançamento. Na estreia, o filme arrecadou R$7.226.711,00 e atraiu  535.363 espectadores, o segundo maior público (atrás de Minions) e terceira bilheteria (atrás de Minions e Terminator: Genisys) do fim de semana.

### Crítica
Cidades de Papel recebeu críticas mistas de críticos de cinema. No site do agregador de revisões Rotten Tomatoes, o filme tem 56% de aprovação, com base em 128 avaliações, com uma média de classificação de 5,8 / 10. O consenso crítico do site diz: "Cidades de papel não é tão profundo ou mobilizante quanto busca ser, mas ainda é diligente, bem-atuado, e bem-pensado o suficiente para ganhar um lugar no coração de cineastas adolescentes de todas as idades." Em Metacritic, o filme tem uma pontuação 56 de 100, com base em 34 críticas, indicando "comentários mistos ou medianos". Nas sondagens do CinemaScore realizadas durante o seu fim de semana de estréia, nos Estados Unidos o público do cinema deu ao filme uma nota média de "B +" numa escala de A + até F.

## Trilha sonora
A música do filme foi composta por John Debney e Son Lux. Assim como A Culpa É das Estrelas, Cidades de Papel também ganhou uma trilha com diversas canções de rock indie.
- Smile - Mikky Ekko
- Lady in Red - Chris de Burgh (escrita), e interpretação de Disk Eyes
- Pokemon Theme - interpretação de  Nat Wolff, Austin Abrams and Justice Smith
- Look Outside - escrito e interpretado por Nat Wolff.
- Falling - Haim.
- 4th of July - Fall Out Boy
- Radio - Santigold